# Macht des Kindes

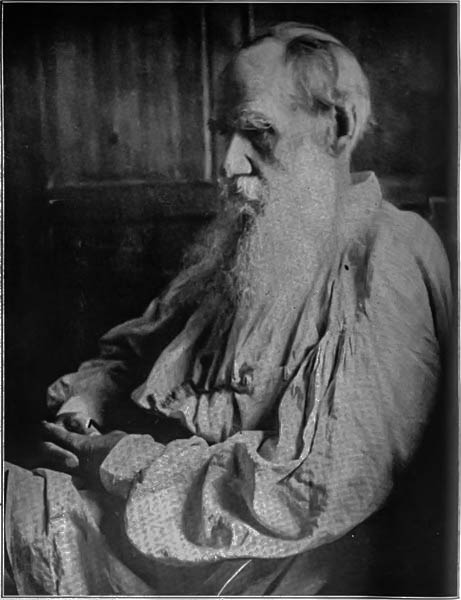
Lew Tolstoi im Jahr 1908

Macht des Kindes (russisch Сила детства, Sila detstwa) ist eine Kurzgeschichte von Lew Tolstoi, die am 19. April 1908 entstand und in Tolstois Krug tschtenija 1912 im Bd. 3 postum in Moskau erschien. 1983 kam der Text in Bd. 14 Powesti und Erzählungen der 22-bändigen Tolstoi-Ausgabe im Verlag für Künstlerische Literatur in Moskau heraus.
Grundlage der Episode war Victor Hugos Poem Guerre civile aus dem Jahr 1877.

## Inhalt
Es herrscht Bürgerkrieg in einer Stadt: Auf Straßen und Plätzen liegen noch die tags zuvor vom Militär getöteten Bürger. Die erboste Menge führt einen stolzen, kein Mitleid kennenden Polizisten gefesselt auf den Marktplatz. Er soll dort durch die Bürger gerichtet werden, weil er unlängst auf Menschen geschossen hat. Kurz vor dem Ziel des Grauen erregenden Vergeltungsmarsches kommt der sechsjährige Sohn des Gefesselten, eine Halbwaise, dazwischen. Der Vater will den Kleinen zu einer Bekannten schicken. Das Kind lässt sich nicht abweisen. Einer aus der Menge löst die Fesseln des Polizisten. Die Menge macht Platz. Schluchzend läuft der Polizist ungehindert davon.

## Verwendete Ausgabe
- Macht des Kindes. Aus dem Russischen übersetzt von Hermann Asemissen. S. 369–372 in: Eberhard Dieckmann (Hrsg.): Lew Tolstoi. Hadschi Murat. Späte Erzählungen. Bd. 13 von Eberhard Dieckmann (Hrsg.), Gerhard Dudek (Hrsg.): Lew Tolstoi. Gesammelte Werke in zwanzig Bänden. Rütten und Loening, Berlin 1986

## Anmerkung
1. ↑  Der Leser denkt etwa an die Pariser Kommunarden.